# Liste der Monuments historiques in Diou (Allier)
Die Liste der Monuments historiques in Diou (Allier) führt die Monuments historiques in der französischen Gemeinde Diou auf.

## Liste der Objekte
| Bezeichnung                           | Beschreibung          | Standort                                 | Kennzeichnung | Schutzstatus | Datum | Bild |
| ------------------------------------- | --------------------- | ---------------------------------------- | ------------- | ------------ | ----- | ---- |
| Tabernakel (Foto in der Base Palissy) | Marmor, 1751          | in der Kirche St-Cyr-Ste-Juliette (Lage) | PM03000091    | Classé       | 1977  |      |
| Skulptur Madonna mit Kind             | Holz, 17. Jahrhundert | in der Kirche St-Cyr-Ste-Juliette (Lage) | PM03001379    | Inscrit      | 1975  |      |
| Taufbecken                            | Marmor, 1751          | in der Kirche St-Cyr-Ste-Juliette (Lage) | PM03001380    | Inscrit      | 1975  |      |